# Bracon subnodosus
Bracon subnodosus är en stekelart som beskrevs av Gaspard Auguste Brullé 1846. Bracon subnodosus ingår i släktet Bracon och familjen bracksteklar. Inga underarter finns listade.